# Ibn Báya Ensemble
El Ibn Báya Ensemble (en árabe: مجموعة ابن باجة) es un conjunto de música antigua hispano-marroquí formado en 1994.
El conjunto toma su nombre de Avempace - Abū-Bakr Muhammad ibn Yahya ibn al-Sāyigh (en árabe أبو بكر محمد بن يحيى بن الصائغ), también conocido como Ibn Baya (en árabe: ابن باجة), el erudito árabe andalusí que también fue músico, y se dedica a la música de la España árabe medieval. Los miembros fundadores fueron Eduardo Paniagua y Omar Metioui.
Ha participado en importantes festivales europeos y del mundo árabe: Gerasa (Jordania), Damasco (Siria), El Cairo (Egipto), Teherán y Shiraz (Irán), Rabat, Fez, Casablanca (Marruecos), París IMA, así como en programas internacionales de televisión europea.

## Discografía seleccionada
- Ibn 'Arabi: El intérprete de los deseos (Pneuma PN 360)
- Jardín de Al-Ándalus
- Walladah (Córdoba 994-1077) et Ibn Zaygun (Córdoba 1003-1071)
- La Llamada de Al-Ándalus
- Nûba al-Máya (1997, Sony SK 63007) OCLC 52490616[3]
- El Agua de la Alhambra
- La Felicidad Cumplida
- Nûba al-Istihlál (1995, Sony SK 62262) OCLC 37357486
- Cantos Sufíes de Al Andalus (2000, Sony) OCLC 733248460
- Poemas de la Alhambra
- Alarifes Mudéjares
- Cantos de la noche (2004, Pneuma PN 640)
- Sufíes Al-Ándalus (2004, Pneuma PN 650)